# Branka Tome
Branka Tome, slovenska ekonomistka in političarka, * 3. september 1969, Ljubljana.
Med 16. aprilom 2007 in 30. oktobrom 2008 je bila državna sekretarka Republike Slovenije na Ministrstvu za kmetijstvo, gozdarstvo in prehrano Republike Slovenije.